# Гева
Гева (ивр. גֶּבַע‎, дословно — «холм») — кибуц (квуца) в Изреельской долине в Израиле. Расположен недалеко от Афулы, находится под юрисдикцией регионального совета Гильбоа.

## История
Гева была основана в 1921 году еврейскими иммигрантами из Польши и России в рамках второй и третьей волны алии. В 1930-е и 1940-е к ним присоединились группы из Литвы, Латвии и Венгрии. Община подверглась нападению во время палестинских беспорядков в августе 1929 года и была уничтожена пожаром. К 1948 году население поселения составляло 439 человек, а к концу 1951 года оно выросло до 506 человек.
В 1948 году членами Гева была создана вокальная труппа Гиватрон, которая записала более 20 альбомов. На пике своей популярности в 1980-х годах труппа выступала в парке Яркон в Тель-Авиве перед аудиторией в 120 000 человек и сотрудничала с некоторыми ведущими певцами Израиля, среди которых Йорам Гаон, Шошана Дамари и Йехудит Равиц. В 1972 году проект «Геватрон» получил премию «Арфа Давида», в 1992 году — премию Гистадрута, а в 2008 году — премию Израиля.

## Население
По данным Центрального статистического бюро Израиля, население на начало 2020 года составляло 618 человек.